# Hans Westmar
Pour plus de détails, voir Fiche technique et Distribution.
Hans Westmar est un film commandité par le régime nazi en 1933, réalisé par Franz Wenzler, retraçant la vie de Horst Wessel, Berlinois et membre de la SA, qui fut assassiné par un « rival » appartenant à la mouvance communiste.
Le meurtre fut exploité par Goebbels et la propagande nazie, présenté comme un assassinat politique et emblématique de la lutte des membres du NSDAP.
Il est dans la droite lignée de productions comme Le Jeune Hitlérien Quex, qui montrait pareillement le destin d'un jeune garçon, engagé dans les Hitlerjugend (HJ, en français Jeunesses hitlériennes), tué par les Communistes.

## Distribution
- Emil Lohkamp (de) : Hans Westmar
- Paul Wegener : Kuprikoff
- Heinrich Heilinger (de) : Camillo Ross
- Irmgard Willers : Agnes
- Otti Dietze : Mrs. Salm
- Carla Bartheel (en) : Maud
- Gertrude De Lalsky : Mrs. Westmar, Hans' mother
- Grete Reinwald : Klara
- Wilhelm Diegelmann : Landlord
- Heinz Salfner (en) : Maud's father
- Robert Thiem : Georg Beyer
- Arthur Schröder (en) : Menart
- Hanns Heinz Ewers :
- Carl Auen :
- Richard Fiedler :
- Hugo Gau-Hamm (de) :